# 紅牛賽道
紅牛賽道（英語：Red Bull Ring），中文又作紅牛環賽道，是位於奧地利施泰爾斯皮爾堡的一條賽道。這條賽道建立初為奧地利賽道（英語：Österreichring）並從1970年至1987年連續18年舉辦一級方程式奧地利大獎賽。在這之後，經過重建、縮短並且重新命名為A1賽道（英語：A1-Ring），從1997年到2003年再次舉辦奧地利大獎賽。當一級方程式要再回歸這條賽道時，提出了一個擴大賽道佈局的計畫。賽道的部分被拆除，其中包括維修站及主看台，但是工程停擺，賽道依然數年無法使用，一直到紅牛的迪特利希·馬特希茨買下並且重建，重新命名為紅牛賽道並於2011年5月15日重啟使用，之後便舉辦一季的2011年德國房車賽與2011年二級方程式冠軍賽，而一級方程式將會於2014年賽季重返。
舊的奧地利賽道常被指其位於較廣為人知的策爾特韋格，但是這條賽道從未經過移址，儘是修改過而已。此外，策爾特韋格機場賽道只舉辦過唯一的1964年奧地利大獎賽，因此得知了這個名字。
因应2019冠状病毒病疫情的影响，2020年世界一级方程式锦标赛的赛历做出大幅更改，紅牛賽道進行了兩場大奖赛。

## 原始賽道

1977年至1995年包含Hella-Licht彎的奧地利賽道佈局。這條灰色的Vost-Hugel彎角，是用於這條賽道1969年至1976年的原始配置。

建於1969年，用以取代平淡且顛頗的策爾特韋格機場賽道，奧地利賽道坐落於施蒂里亞山，這是條壯觀、風景秀麗且獨特的賽道。這是一條高速的賽道，彎道速度非常快，在5速變速箱不低於3檔、6速變速箱不低於4檔，且在一圈中能夠明顯的感覺到賽道高度的變化。如同大部分的高度賽道，這條賽道對引擎有著極大的考驗，相對的輪胎更是一個艱難的議題，因為賽道速度始終如此的快。許多人認為奧地利賽道十分危險，特別是在博世彎（Bosch Kurve），一個幾乎沒有緩衝區的180度的下坡右彎，尤其是在1986年排位賽中，渦輪增壓器將一級方程式賽車的引擎動力推至1,400制動馬力以上（1,044千瓦；1,419公制馬力），賽車的時速更是超過320公里（200英里）。還有些棘手的彎角，像是全速180英里的Voest-Hugel彎，緊接著是150英里的Sebring-Auspuff Kurve彎（這個彎多年來有著許多名稱，像是Dr. Tiroch彎和Glatz Kurve彎等）右彎後便是一條長直道接向博世彎。

## A1賽道

重新設計的賽道佈局（黑色），使用於1996年至2003年期間

奧地利賽道的安全性議題在1990年代中期漸漸浮出水面，並在1995年至1996年，在同一個地點經過赫尔曼·提尔克完全地重建。它的長度從5.942公里（3.692英里）縮短至4.326公里（2.688英里），以及高速彎角由三個棘手的右彎所取代，為的是創造出更多的超車機會。它的三條長直道還有彎道的內部妥善的安排。
因為大部分的工程款項是由手機供應商A1支付，所以這條賽道重新命名為A1賽道。接著於1997年至2003年間著手舉辦7場一級方程式奧地利大獎賽，還有幾場的德國房車賽，以及1996年和1997年舉辦奧地利摩托車比賽。

## 重建

擬議的2005年紅牛賽道西環擴建

看臺和維修站在2004年被拆除，使得這條賽道無法再給任何賽車運動使用。
在2004年底和2005年初，賽道的擁有者紅牛急切的商討是否要另尋地點，或者是在這條賽道回歸賽車運動。有個賽道擴展方案提出使用舊奧地利賽道。2005年1月，賽車運動的回歸似乎比以往更不可能了，因為迪特利希·馬特希茨公開宣布他並沒有意圖浪費錢在一個赤字的賽道上。
2006年奧地利賽車手亚历山大·伍尔茨聲稱他將會買下賽道並且重新修復，但是這個打算始終沒有實現。
整個2005年不斷有推測紅牛車隊翻新了賽道將它做為測試賽道。
2007年指出紅牛、KTM、福斯汽車和麦格纳研議新奧地利賽道（neuer Österreichring），但在福斯汽車退出後宣告失敗。
之後在2008年，紅牛開始700萬歐元的賽道重建工程，德國房車賽首席認為賽道將於2009年重返。
2010年9月，2011年德國房車賽被確認將會主辦於現在已知的紅牛賽道。
2010年11月，二級方程式宣布2011年二級方程式錦標賽第六場比賽將會舉行於紅牛賽道。
賽道於2011年5月15日至16日重新開幕，舉行一場特別的活動，包括展示各個紅牛贊助的隊伍，像是紅牛車隊。國際汽車聯盟的一級方程式老爺車錦標賽應邀為頭條賽事，吸引自從3公升時期所有的一級方程式賽車出席。
2012年12月，紅牛與國際汽車聯盟聯繫，表示能夠在延期的美國大獎賽後安插一場大獎賽。
2013年7月，紅牛宣布奧地利大獎賽將會重返於2014年世界一級方程式錦標賽。這個消息於2013年12月4日公布2014年一級方程式賽歷時被證實，奧地利大獎賽將於2014年6月22日舉行。
2021年11月，紅牛賽道開始進行改造，於原有二號彎道新增一組減速彎，並於2022年3月完成。世界摩托車錦標賽將以此佈局舉辦奧地利大獎賽。

## 外部連結
- Projekt Spielberg （页面存档备份，存于）
- Trackpedia's guide to racing the A1-ring
- Red Bull Ring (RedBullRing)的Facebook專頁
- Projekt Spielberg (Projekt.Spielberg)的Facebook專頁

47°13′11″N 14°45′53″E / 47.21972°N 14.76472°E